# Ruth Colvin Starrett McGuire
Ruth Colvin Starrett McGuire (19 de febrero de 1893 – 2 de septiembre de 1950) fue una fitopatóloga estadounidense. Estudió las enfermedades de la caña de azúcar y de la remolacha azucarera.  

## Biografía
Ruth McGuire nació en 1893. Obtuvo su licenciatura en 1914 y su maestría en 1916, ambas en la Universidad de Indiana en Bloomington. Después de obtener su maestría, trabajó como profesora de secundaria durante tres años. Nunca obtuvo su doctorado. pero tomó clases en muchas otras escuelas, incluidas la Universidad George Washington, la Universidad Northwestern y la Universidad de Maryland.

## Carrera
McGuire comenzó a trabajar en el Departamento de Agricultura de los Estados Unidos. Se jubiló con el título de Citóloga Asociada. No dejó de trabajar tras jubilarse. Se desempeñó como investigadora asociada en la Academia de Ciencias de California desde 1931 hasta 1942. Mientras estuvo allí, estudió las relaciones entre aves e insectos. Como también investigadora, estudió la caña de azúcar, la remolacha azucarera, las abejas, los gusanos de seda, los escarabajos y los mosquitos. McGuire fue miembro de la Sociedad Botánica de Washington, la Sociedad Entomológica de América y la Sociedad Internacional de Tecnólogos de la Caña de Azúcar. McGuire murió en 1950. Está enterrada en el Cementerio Nacional de Arlington.

## Otras lecturas
- McGuire, Ruth C. y Ernst Artschwager. « Contribución a la morfología y anatomía del diente de león ruso (Taraxacum Kok-saghyz) ». Boletín Técnico . Departamento de Agricultura de Estados Unidos: 24.

- Datos: Q7382929
- Multimedia: Ruth Colvin Starrett McGuire / Q7382929